# Kamermuziek VII
Kamermuziek VII "Cruselliana" is een compositie van de Fin Aulis Sallinen.
Sallinen schreef het werk voor een muziekfestival in het Finse plaatsje Uusikaupunki, dat in het teken stond van de componist Bernhard Henrik Crusell, die daar in 1775 geboren werd. Sallinen schreef dan ook een werk dat teruggrijpt op de muziekstijl van destijds neoclassicisme, maar dan niet de Finse variant, maar die uit Frankrijk. De uitgave van Ondine maakt vergelijkingen met de muziek van Francis Poulenc en Jacques Ibert met vleugjes van Arthur Honegger en André Jolivet. Crusell was zelf ook klarinettist, vandaar dat dat muziekinstrument in Sallinens werk veelvuldig te horen is.
Sallinen verwerkte voorts de naam van Crusell in een motief van het werk volgens BErnDt hEnrik CrusEll, maar noemde het zelf een technisch detail. John Storgårds leidde de première op 31 juli 2009 in genoemd stadje.  
De orkestratie is voor blaaskwintet en strijkorkest:
- 1 dwarsfluit, 1 hobo, 1 klarinet, 1 fagot, 1 hoorn
- violen (14 eerste, 12 tweede), 10 altviolen, 8 celli, 6 contrabassen